# Jean Alexandre Laboullaye de Fessanvilliers
Jean Alexandre Laboullaye de Fessanvilliers est un homme politique français né le 22 mars 1744 à Fessanvilliers (Eure-et-Loir) et mort à une date inconnue.

## Biographie
Ancien officier, il est élu député d'Eure-et-Loir au Conseil des Cinq-Cents le 22 germinal an V et y siège jusqu'en l'an VII.

## Sources
- « Jean Alexandre Laboullaye de Fessanvilliers », dans Adolphe Robert et Gaston Cougny, Dictionnaire des parlementaires français, Edgar Bourloton, 1889-1891 [détail de l’édition]